# Йаййа
ਯ [jəjja:] (в.-пандж. ਯੱਯਾ) — тридцать первая буква алфавита гурмукхи, которая обозначает:
- палатальный аппроксимант /j/ (в сочетании с символами для обозначения гласных)

Примеры:
ਯਾਰੀ [ja: ri:] — дружба
- сочетание этого согласного (/j/) с кратким гласным /ə/ (при отсутствии других символов для обозначения гласных)[1][2]. (По другим данным /a/[3].)

Примеры:
ਯਮ [jəm] — Яма (бог смерти)